# Little Joe II QTV
Little Joe II QTV (Qualification Test Vehicle) – testowy lot przeprowadzony 28 sierpnia 1963 w ramach programu Apollo. Był to pierwszy lot rakiety Little Joe II. Po raz pierwszy umieszczono na szczycie rakiety przedmiot o kształcie statku Apollo – atrapę statku Apollo. Początek projektu Apollo-Saturn zakończonego lotem Apollo 10.

## Parametry[1]
1. Masa całkowita: 25 930 kg
2. Masa ładunku: 10 988 kg
3. Masa rakiety: 14 942 kg
4. Maksymalna wysokość: 7,2 km

## Cele testu[1]
- Celem próby było stwierdzenie, czy Little Joe II jest w stanie unieść statek Apollo (ocena przydatności do wykorzystania w misji A-001).
- Opuszczenie stanowiska startowego przez rakietę.
- Umieszczenie rakiety na trajektorii lotu przewidzianej dla późniejszej misji A-001.
- Test systemu przerwania silnika Algol.
- Test procedur operacyjnych sterowania kątem podniesienia i azymutu lotu rakiety.
- Test rekompensowania wpływu wiatru na trajektorię lotu rakiety.
- Pomiary ciśnienia dynamicznego działającego na rakietę.
- Pomiar obciążeń termicznych rakiety.
- Wykazanie braku wibracji stateczników rakiety przy przekraczaniu prędkości dźwięku.
- Test strukturalnej integralności rakiety.
- Test funkcjonowania infrastruktury naziemnej.
- Ocena technik i procedur wpływających na efektywność testów z użyciem rakiety Little Joe II.
- Ocena procedur awaryjnego przerwania lotu rakiety przez kontrolę naziemną.
- Ocena elastyczności konstrukcji statku.

## Przebieg misji
Walec zakończony stożkiem miał 7 metrów długości i prawie 4 metry średnicy. Pojemnik, służący wyłącznie przetestowaniu właściwości aerodynamicznych bryły, został umieszczony na niewielkiej rakiecie o wysokości 10 metrów. Start Little Joe II odbył się 28 sierpnia 1963 roku o 16:00 GMT na poligonie White Sands Missile Range w Nowym Meksyku. Rakieta była wyposażona w siedem silników: jeden duży o nazwie Algol i sześć mniejszych, o nazwie Recruit (pierwsza z nazw pochodzi od gwiazdy w konstelacji Perseusza, druga to po prostu „rekrut”).  Test był udany; rakieta osiągnęła wysokość 7,2 kilometra. Lądowania nie przewidziano – rakieta rozbiła się wraz z ładunkiem około 14,5 km na północ od miejsca startu.